# صحيفيات
الصُحَيْفيات أو زجاجة النافذة أو قواقع زجاجة النافذة (الاسم العلمي: Placunidae)، فصيلة تصنيفية من محار المياه المالحة، تنتمي إلى ذوات الصدفتين البحرية من الرخويات. وهي فصيلة أحادية الجنس (صُحيفي).